# 常德会战
常德戰役是抗日战争中一場戰役，於1943年（民国32年）11月至1944年1月期間。在抗日战争中，中国第6战区部队在湖南西北部常德地区对日军第11军进行的防御战役。

## 经过
常德城乃湘西北重镇，历史名城。常德是湘西北门户，沅澧流域政治，经济，文化，军事中心，也是湘鄂川贵物资集结中心，
1943年9月27日，日本大本营以“大陆令第853号”下达命令，“准予进行常德作战”，28日，派遣军总司令部下达命令“第11军于11月上旬发起此次作战，进攻常德及附近，摧毁敌人的战力。”重庆国民政府军事委员会判断日軍此次进攻目的后，制定了“以诱敌歼灭之目的，将敌人主力引到澧水及沅水两岸后，正面抵抗，再以外翼攻击，然后把敌人消灭在洞庭湖畔”的战略方针。蔣介石嚴令“常德如失陷，應由第十軍、第七十四軍、第七十九軍負完全責任”，王耀武指揮下的第七十四軍、第七十九軍、第一〇〇軍，向常德移動援救固守常德的第五十七師。
11月1日夜，日军第39师团主力附古贺支队、第13师团等部，从沙市到石首一线西渡长江，攻击守军第六战区第十九集团军5个师的正面；日军第116师团、第68师团附户田支队及伪军向第六战区第二十九集团军6个师及第九战区第九十二师左翼正面进攻。至5日，守军予日军以阻击消耗后，第十九集团军转移至聂家河、棉马城、暖水街、王家场一线阵地，并以暖水街为中心，奋力阻击日军前进；第二十九集团军转移至永河镇、新马头、安乡一线；第九十二师退守狗头洲附近。到21日，日军第13师团向慈利的第七十四军攻击，佐佐木支队迂回到该军左侧龙潭河附近。日军第3师团进击漆家河以东配合其空降部队袭取桃源，并向常德南面突进，截断守军后方交通线；日军第116师团、第68师团进出于常德附近地区，向第五十七师攻击。22日，第十九集团军各部分别向王家场、仁和坪、石門进攻，并西渡澧水，向慈利东南攻击日军侧背；第二十九集团军各部在道水、黄石河地区抗击日军，除以一部留置太浮山、太阳山外，军部退至黄石河南岸地区与第一百军转取攻势。此时，第七十四军的第五十七师在常德郊区给日军重大杀伤后退守城垣。
11月24日，日军形成了包围常德城郊之势，在飞机配合下，与第七十四軍第五十七師師長余程萬展开激战。日軍3萬多主力部隊包圍此地區。日军由东、北两门突入城内，双方展开逐屋逐巷的战斗。第五十七師堅守該城至12月3日，12月2日晚，第五十七師堅守在已成火海的常德城師部指揮所「僅300公尺左右」的彈丸之地，士兵剩下300多人。
城中防衛第五十七師師長余程萬向第三十三集團軍馮治安總司令（張自忠死後繼任）、第七十四軍軍長王耀武、第六戰區上將司令孫連仲發出「彈盡，援絕，人無，城已破。職率副師長、指揮官、師附、政治部主任、參謀主任等固守中央銀行，各團長劃分區域，扼守一屋，作最後抵抗，誓死為止，並祝勝利。第七四軍萬歲，蔣委員長萬歲，中華民國萬歲！」的最後一電文。
余師長口述電文完畢，準備舉槍飲彈，衛士見狀立即奪下槍支，並苦苦勸阻。最後，余帶領104人突圍，突圍中3名團長戰死，3日，常德大西門失守，全城淪陷。
12月9日第九战区第七十四軍第五十一師欧震兵团由常德东西两面击破日军，攻入城内。日军开始退却，守军转入追击作战。雙方的援軍抵達及戰鬥一直持續到12月15日，其中日軍宫胁支隊（由獨立步兵第88大隊、步兵第216聯隊第1大隊組成，支隊長宮胁龜次郎）在12月14日被國軍第18軍圍攻，遭遇殲滅性打擊，該支隊支隊長還在17日致電日軍第11軍司令部準備全體玉碎，至20日才在友軍第104步兵聯隊支援下順利突圍，日軍最後在12月20日撤退，國軍終得勝利。 
此次会战，日军死伤約12,000多人，毙伤和缴获战马共1384匹，击毁敌汽车75辆，击沉、击伤敌舟艇122艘（然日軍傷亡應遠大於12,000人，根據日軍內部統計圖表，擔任常德市區攻堅主力的第116師團在會戰初期的11月10日有人員21,884名，然會戰過後的隔年1月17日僅存14,337名，考慮絕大多數傷者經治療後即可返回崗位，所減少的7,547人絕大多數應為陣亡，足見僅第116師團於本次戰役就傷亡破萬）。此战役中，中华民国空军对日军先後進行216批次（戰鬥機1467架次、轟炸機280架次），對常德、藕池口、華容、石首等地的日軍部隊及補給營站發動攻擊，此外還有利用軍機空投物資，甚至使用戰鬥機的副油箱攜帶子彈空投至常德守軍提供援助，在會戰的11月28日至11月30日兩天空投了2萬多發彈藥與7000斤肉類維繫常德守軍戰力。
中國軍隊方面，守城的第五十七師原有8300餘名官兵，戰役結束後僅餘83人，外圍援軍亦損失慘重，第十軍預十師師長孫明瑾中將、第七十三軍暫五師師長彭士量中將、第四十四軍一五〇師師長許國璋中將皆於此戰役中陣亡，而第十軍的戰損一直到隔年的衡陽保衛戰都未能得到充分補給，以致整個軍在衡陽戰役中只有７個團的兵力應戰。
在戰役中，日軍利用廣泛生物武器和化學武器，在超過36公里半徑的城市傳播鼠疫。記者伊斯雷爾·愛潑斯坦目睹並報告了戰役。
1943年在中國大陸作戰的波蘭飛行員，看到了該城剛剛結束戰鬥後的面貌。他報道該戰役中接近300,000平民死亡，當中不包括國民革命軍和日軍的士兵。
會戰結束之後，國軍清掃戰場，在常德城外挖五處大型集體墓葬塚埋葬日軍戰死者遺留在戰場的大量遺屍，僅北門倭寇塚就埋葬日軍屍體988具。
日軍第13師團下轄的步兵第65聯隊在本次會戰即將結束的1944年1月8日及結束後的2月13日接收2批次共1,047名補充人員，考慮僅1個參戰的步兵聯隊就需要如此大量補充人員且重傷致殘者以外的傷兵應不在補充範圍內，甚至在接收補充人員後，第13師團兵力依然還是未能恢復本次會戰前之規模（由本次會戰前的2.2萬人下降到一號作戰前的20,402人，以此推估僅第65步兵聯隊陣亡與傷重致殘人數約1,400至1,500名，加上可恢復的傷兵，該聯隊絕大多數人員於本次戰役遭國軍擊斃與擊傷，可說是遭遇殲滅性打擊），至於參與攻堅常德市區的第116師團人員則從會戰初期的21,884名下降到14,337名，經補充之後，在長衡會戰前夕也僅有兵力18,344名（考量到除極少數傷重致殘者外，其餘傷兵經治療後皆可順利返回崗位，因此所減少的人員絕大多數應為陣亡），以此可見日軍在本次會戰傷亡極其慘重。

## 雙方戰鬥序列

### 中國方面
- 第六戰區孫連仲將軍，4個集團軍，計有16個軍43個師。
  - 第10集團軍，總司令王敬久
    - 第66軍，軍長方靖
      - 第185師，師長石祖黃（李仲華代）
      - 第199師，師長周天健

    - 第79軍，軍長王甲本
      - 第98師，師長向敏思
      - 第194師，師長龔傳文
      - 暫編第6師，師長趙季平

  - 第26集團軍，總司令周喦
    - 第75軍，軍長柳際明
      - 第6師，師長吳仲直
      - 第16師，師長唐肅
      - 預備第4師，師長王中柱

    - 第32軍，軍長宋肯堂
      - 第139師，師長孫定超
      - 第141師，師長林作楨
      - 暫編第34師，師長吳嘯亞

  - 第29集團軍，總司令王瓚緒
    - 第44軍，軍長王澤浚
      - 第149師，師長何保恒
      - 第150師，師長許國璋
      - 第161師，師長熊執中
      - 第162師，師長孫黼

    - 第73軍，軍長汪之斌
      - 第15師，師長梁祇六
      - 第77師，師長郭汝棟
      - 暫編第5師，師長彭士量

  - 第33集團軍，總司令馮治安
    - 第59軍，軍長劉振三
      - 第55師，師長武泉達

    - 第30軍，軍長池峰城
      - 第27師，師長許文耀
      - 第30師，師長王震
      - 第31師，師長乜子彬

    - 第86軍，軍長朱鼎卿
      - 第13師
      - 第67師，師長羅賢達
      - 暫編第32師，師長阮齊

  - 江防軍，總司令吳奇偉
    - 第18軍，軍長羅廣文
      - 第11師，師長胡璉
      - 第18師，師長覃道善
      - 第55師，師長武泉遠

  - 戰區直轄部隊第74軍，軍長王耀武
    - 第51師，師長周志道
    - 第57師，師長余程萬
    - 第58師，師長張靈甫

  - 戰區直轄部隊第100軍，軍長施中誠
    - 第19師，師長唐伯寅
    - 第63師，師長趙錫田
    - 第43師，師長李士林

  - 新編23師，師長盛逢堯
  - 第118師，師長王嚴
  - 第5師，師長李則芬
  - 第121師，師長戴之奇
  - 暫編第35師，師長勞冠英
- 第九戰區，總司令薛岳
  - 第27集團軍，總司令李玉堂
    - 第10軍，軍長方先覺
      - 第190師，師長朱嶽
      - 第3師，師長周慶祥
      - 預備第10師，師長孫明瑾

    - 第99軍，軍長梁漢明
      - 第92師，師長艾靉
      - 第197師，師長胡大佐
      - 暫編第54師，師長饒少偉

  - 第20集團軍，總司令歐震
    - 第58軍，軍長魯道源
      - 新編第10師，師長蕭本元
      - 新編第11師，師長侯鎮邦

    - 第72軍，軍長長傅
      - 新編第13師，師長唐邵伯
      - 新編第15師，師長江濤

    - 暫編第2軍，軍長長古鼎
      - 暫編第7師，師長王作華
- 中華民國空軍，中美空軍混合團。軍機200餘架。

### 日本方面
- 第11軍，軍長橫山勇中將。主力部隊總的有35個步兵大隊。
  - 第3師團，師團長山本三男中將
  - 第13師團，師團長赤鹿理中將
  - 第39師團，師團長澄田賁四郎中將
  - 第68師團，師團長佐久間為人中將
  - 第116師團，師團長岩永汪中將
  - 古賀支隊（從第58師團抽調）
  - 佐佐木支隊（從第34師團抽調）
  - 宮脅支隊（從獨立混成第17旅團抽調）
  - 柄田支隊（從第65師團抽調）
- 航空部隊：第3飛行師團第44戰隊（偵飛機若干）

## 改编作品

### 小說
抗戰勝利後，為了紀念常德血戰，57師師长余程万找到著名作家張恨水寫了小說《虎賁萬歲》。

### 電影
- 2010年《喋血孤城》，袁文康 、呂良偉、安以軒等人主演，沈東導演。

### 戰棋遊戲
戰棋雜誌第2期（2010年），圍城虎嘯（常德保衛戰1943），福爾摩莎戰棋社，作者：鄭偉成

## 圖片

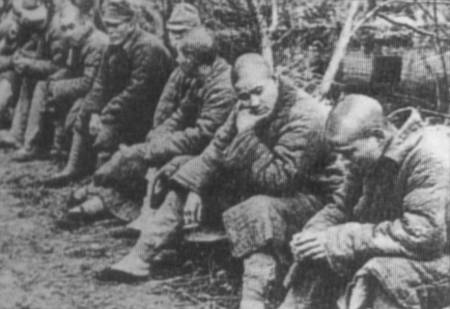
在常德被俘的日軍士兵

## 外部連結
- Axis History Forum Index;  WW2 in the Pacific & Asia; Battle of Changde （页面存档备份，存于） Order of Battle and Map,  Photos from  Changde (常德) War Memorial
- RESISTANCE WARS; Campaign of E-Xi, Battle Of Changde （页面存档备份，存于）
- 虎賁將軍余程萬 （页面存档备份，存于）
- 戰棋雜誌第2期-圍城虎嘯 （页面存档备份，存于）
- 林勝雄. . 屏東縣榮民服務處. 國軍退除役官兵輔導委員會.   [2017-02-28]. （原始内容存档于2019-06-12）.列印版 （页面存档备份，存于）